# Qusair ʿAmra
Qusair ʿAmra (arabisch قصير عمرة, DMG Quṣair ʿAmra ‚Kleiner Palast von ʿAmra‘) gehört zu den Wüstenschlössern und ist eine Art Jagdschloss, rund 70 Kilometer östlich von Amman in der jordanischen Wüste, aus dem frühen achten Jahrhundert, wahrscheinlich erbaut von dem umayyadischen Prinzen al-Walid ibn Yazid, dem späteren Kalifen al-Walid II. Das Wort Qasr (arabisch القصر, DMG al-qaṣr), welches diese Bauten oft im Namen tragen, bedeutet „Burg, Festung“.
Seit 1985 gehört Qusair 'Amra zum Weltkulturerbe der UNESCO.

## Beschreibung
Qusair 'Amra besteht aus einem Thronsaal und einem Bad im römischen Stil. Die Räume sind für einen Palast recht klein und lassen auf nur kurze Aufenthalte schließen. Das Besondere an dem Qusair 'Amra ist jedoch die reiche Wandbemalung, die selbst nach 1300 Jahren noch teilweise vorhanden ist, jedoch in den letzten Jahrzehnten stark durch Vandalismus und unsachgemäße Behandlung gelitten hat. Bei der Entdeckung durch Alois Musil, einen österreich-ungarischen Orientalisten, im Jahr 1898 wurden jedoch Kopien der Wandbemalungen angefertigt und somit für die Nachwelt erhalten, wenn auch in mangelhafter Art und Weise.
Bei Renovierungsarbeiten wurde 2012 über einem Fenster eine kufische Inschrift entdeckt, die al-Walid ibn Yazid ohne Kalifentitel nennt. Daher wird angenommen, dass er das Schloss noch als Prinz während der Herrschaft seines Onkels Hischam (724–743) erbauen ließ.

## Wandbemalungen

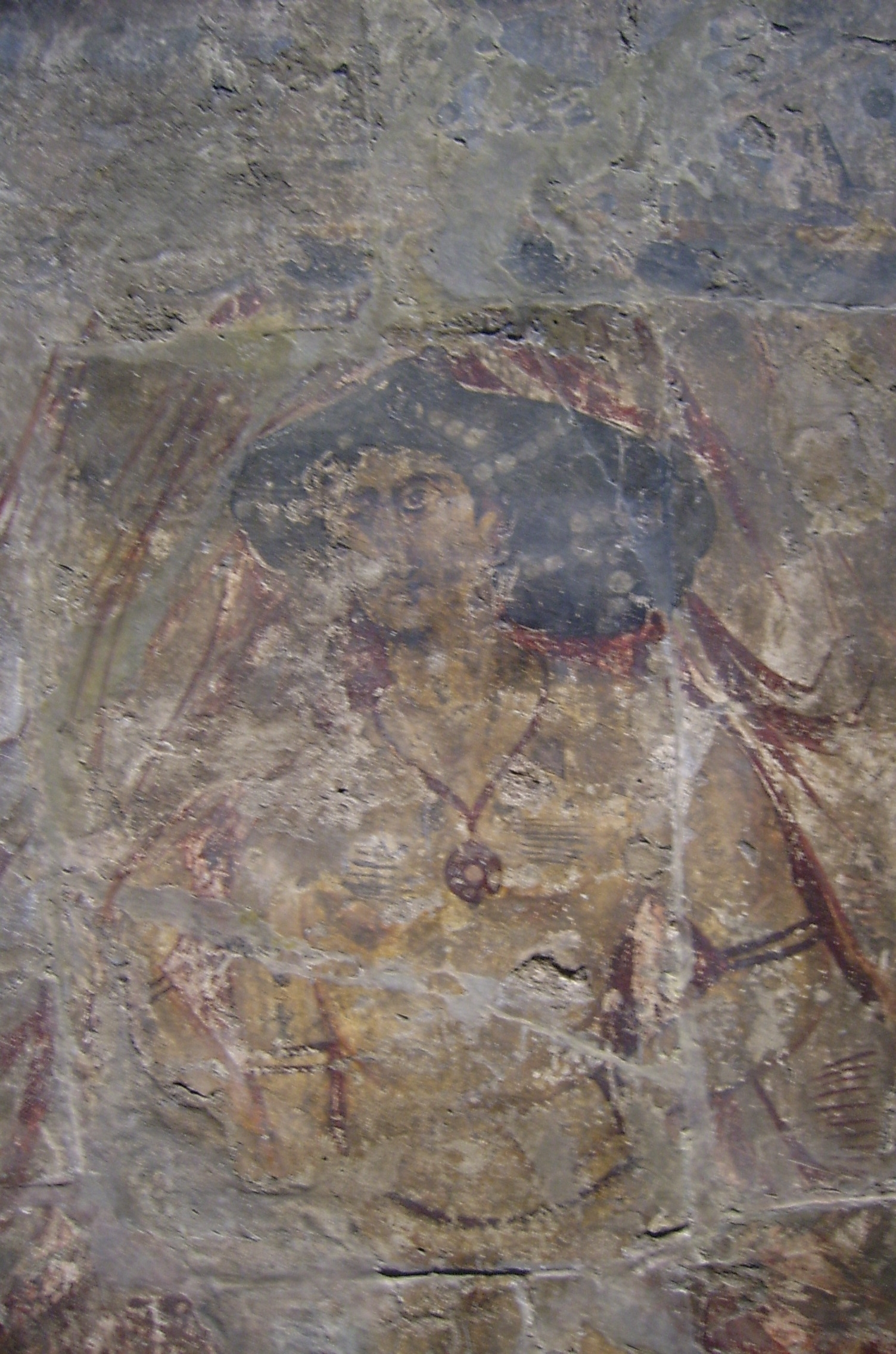
Fresko aus Qusair 'Amra, Museum für Islamische Kunst, Berlin

Die Wandbemalung sind echte Fresken, das heißt, feucht aufgetragene Farbe, die in den Verputz des Mauerwerks einwirken konnte. Dadurch war es möglich, dass trotz heißer und feuchter Luft, wie sie im Bad des Qusair 'Amra vorherrschend war, die Bemalungen erhalten geblieben sind. Die Darstellungen variieren stark und es gibt kein homogenes Thema, auch keinen vorherrschenden Stil. Es sind Darstellungen zu sehen, wie sie aus der Antike bekannt sind, aus persischer und arabischer Kunst ebenso. Themen sind Jagd, Badeszenen, unbekleidete Frauen, Handwerk, Astralkörper, Tiere, Akrobaten, erotische Szenen, sowie königliche Figuren. Sie sind über alle Räume verteilt und lassen keinen endgültigen Schluss über deren Bedeutung zu. Es ist jedoch anzumerken, dass diese Wandbemalungen ein wichtiges Zeugnis für die frühe islamische Kunst sind, da sie rein säkular sind, das heißt, keinen religiösen Charakter tragen und somit auch das private Leben darstellen. Ebenso zeigen sie, dass das Verbot, naturgetreue Bildnisse anzufertigen, erst eine spätere Entwicklung des Islam war.